# Константинов, Владимир Фёдорович
Влади́мир Фёдорович Константи́нов (22 февраля 1921, дер. Нигерёво, Тверская губерния — 15 июля 1979, Москва) — советский военный лётчик, полковник Советской Армии, участник Великой Отечественной войны, Харьковского сражения, Сталинградской битвы, Ростовской, Мелитопольской и Крымской операций. Герой Советского Союза (1944). Родной брат Героя Советского Союза Тамары Константиновой.

## Биография

### Детство и юность
Родился 22 февраля 1921 года в деревне Нигерёво Дорской волости Новоторжского уезда Тверской губернии (ныне Лихославльский район, Тверская область) в крестьянской семье.
В 1925 году (по другим данным — в 1924 году) семья Константиновых переехала в Тверь (с 20 ноября 1931 года — Калинин). В 1939 году Владимир закончил 10 классов средней школы № 1.
В Рабоче-крестьянской Красной армии с октября 1939 года. В апреле 1941 года окончил 2-е Чкаловское военное авиационное училище штурманов (ныне — Оренбургское высшее военное авиационное Краснознамённое училище лётчиков).
До июля 1941 года служил в ВВС стрелком-бомбардиром в формировавшемся бомбардировочном авиаполку (Киевский особый военный округ). В ноябре 1941 года окончил Липецкие курсы усовершенствования ВВС, эвакуированные в город Куйбышев.
С ноября 1941 года — стрелок-бомбардир 709-го ночного бомбардировочного авиационного полка, который формировался в городе Алатырь. С февраля по апрель 1942 года в составе полка вёл ночную разведку дорог в Московской зоне обороны.

### Великая Отечественная война
Участник Великой Отечественной войны с мая 1942 года. С апреля 1942 года по май 1944 года — стрелок-бомбардир, а затем штурман звена 709-го (с ноября 1942 — 25-го гвардейского) ночного бомбардировочного авиационного полка. В 1943 году вступил в ВКП(б).
Воевал на Юго-Западном, Сталинградском, Южном и 4-м Украинском фронтах. За годы войны совершил 678 ночных боевых вылетов на самолёте У-2 на бомбардировку скоплений немецких войск и техники (на момент вторичного представления к званию Героя Советского Союза — 653).
О боях в ходе Сталинградской битвы Константинов впоследствии вспоминал:

Бомбил живую силу и боевую технику немцев на подступах к Дону, на переправах через Дон, на подступах к Сталинграду и в самом городе. При бомбометании по объектам фашистов в самом Сталинграде для отыскания целей мы пользовались не полетной картой, а планом города, так как приходилось в дыму и пламени сплошного моря огня отыскивать отдельные дома, в которых были опорные пункты и штабы гитлеровцев. Сбрасывали бомбы, снижаясь до минимально допустимой высоты, рискуя быть пораженными осколками своих же бомб, так как нельзя было промахнуться: одну сторону улицы занимали немцы, а другую — наши.
19 июля 1942 года сержант Константинов был награждён орденом Красного Знамени: со своим пилотом Жуковым он совершил 51 ночной боевой вылет на истребление живой силы и техники противника.
1 августа 1942 года был легко ранен осколками в спину во время вражеской бомбардировки аэродрома. Прилетев на базу, лётчик отказался ехать в госпиталь.
К декабрю 1942 года старший сержант Константинов совершил 182 эффективных боевых вылета, уничтожил 7 танков, 36 автомашин, 2 зенитных прожектора, 4 склада, одну переправу. Представлялся к ордену Ленина, но был награждён орденом Красной Звезды.
К весне 1943 года совершил 360 ночных боевых вылетов, уничтожил 19 танков 38 автомашин, 10 цистерн с горючим, 1 эшелон с боеприпасами, 9 железнодорожных вагонов и 3 склада с боеприпасами противника. Был представлен к званию Героя Советского Союза, но был награждён Орден Александра Невского.
К сентябрю 1943 года совершил ещё 130 успешных боевых вылетов, имея на своём счету уже 425, из них 98 — в ходе наступательных боёв в районе Таганрога и в Донбассе. Уничтожил и повредил до 8 танков, 3 бронемашины, около 39 автомашин, 7 автоцистерн, 4 прожектора и 2 переправы противника. Был представлен к ордену Отечественной войны I степени, но был награждён орденом II степени.
Указом Президиума Верховного Совета СССР от 13 апреля 1944 года за образцовое выполнение боевых задач, поставленных командованием и проявленные при этом мужество и героизм Константинову присвоено звание Героя Советского Союза.
Летом 1944 года Константинов переучился на лётчика. С сентября 1944 года — лётчик штурмового авиаполка (Киевский военный округ).

### После войны
С 1945 по 1946 год — штурман штурмового авиаполка в Киевском военном округе. В 1947 году окончил Краснодарскую высшую офицерскую школу штурманов ВВС. С 1947 по 1949 год — штурман авиаполка Высших лётно-тактических курсов ВВС в городе Люберцы Московской области (с 1948 года в городе Таганроге Ростовской области).
В 1953 году окончил Военно-воздушную академию (ныне — Военно-воздушная академия имени Ю. А. Гагарина), затем служил в Белорусском военном округе заместителем командира штурмового авиаполка, заместителем начальника штаба, старшим лётчиком и начальником воздушно-стрелковой подготовки штурмовых авиаполков, начальником штаба истребительного авиаполка и начальником огневой и тактической подготовки авиаполка истребителей-бомбардировщиков.
С 1962 по 1967 год занимал должность заместителя командира вертолётного авиаполка по лётной подготовке в Закавказском военном округе. С июля 1967 года — старший лётчик-инспектор и начальник отдела Управления авиационного спорта ЦК ДОСААФ. Являлся заместителем председателя Федерации вертолетного спорта СССР, способствовал его развитию. Много сил он отдал подготовке сборной команды СССР, которая в соревновании на первенство мира в 1973 году, проходившем в Великобритании, заняла первое место.
С 1967 года — военный лётчик 1-го класса. В 1969 году Константинову было присвоено воинское звание «полковник».
В январе 1976 года ушёл в запас в звании полковника.
Жил в Москве, где и скончался 15 июля 1979 года. Похоронен на Химкинском кладбище в Москве.

## Семья
Отец — Фёдор Константинов, деревенский кузнец, мать — Зинаида Михайловна, учительница.
Сестра — Тамара Константинова, родилась 7 ноября 1919 года, впоследствии также стала лётчиком. В 1945 году ей было присвоено звание Героя Советского Союза. Скончалась Тамара Фёдоровна в 1999 году.
Сын Константинова, Владимир, пошёл по стопам отца, став военным лётчиком 1-го класса.

## Награды
- Герой Советского Союза (Указ Президиума Верховного Совета СССР от 13 марта 1944 года, орден Ленина № 15914 и медаль «Золотая Звезда» № 1306)[3]
- Орден Красного Знамени (19 июля 1942 года)[13]
- Орден Александра Невского (19 мая 1943 года)[13]
- Орден Отечественной войны II степени (30 сентября 1943 года)[13]
- ордена Красной Звезды (12 декабря 1942 года[13], 30 декабря 1956 года[3])
- медали СССР, в том числе:
  - медаль «За оборону Сталинграда»[4]
  - медаль «В ознаменование 100-летия со дня рождения Владимира Ильича Ленина»

## Память
- Имя Константинова увековечено в мемориале на Аллее Героев в Мелитополе[3]. Аллея была создана в память о 87-и фронтовиках, получивших звание Героя Советского Союза за освобождение Мелитополя, её торжественное открытие состоялось 9 мая 2005 года[14].
- В Лихославле, рядом с обелиском павшим воинам на Первомайской улице, установлены две памятные плиты, на которых увековечены имена Владимира и Тамары Константиновых[15].

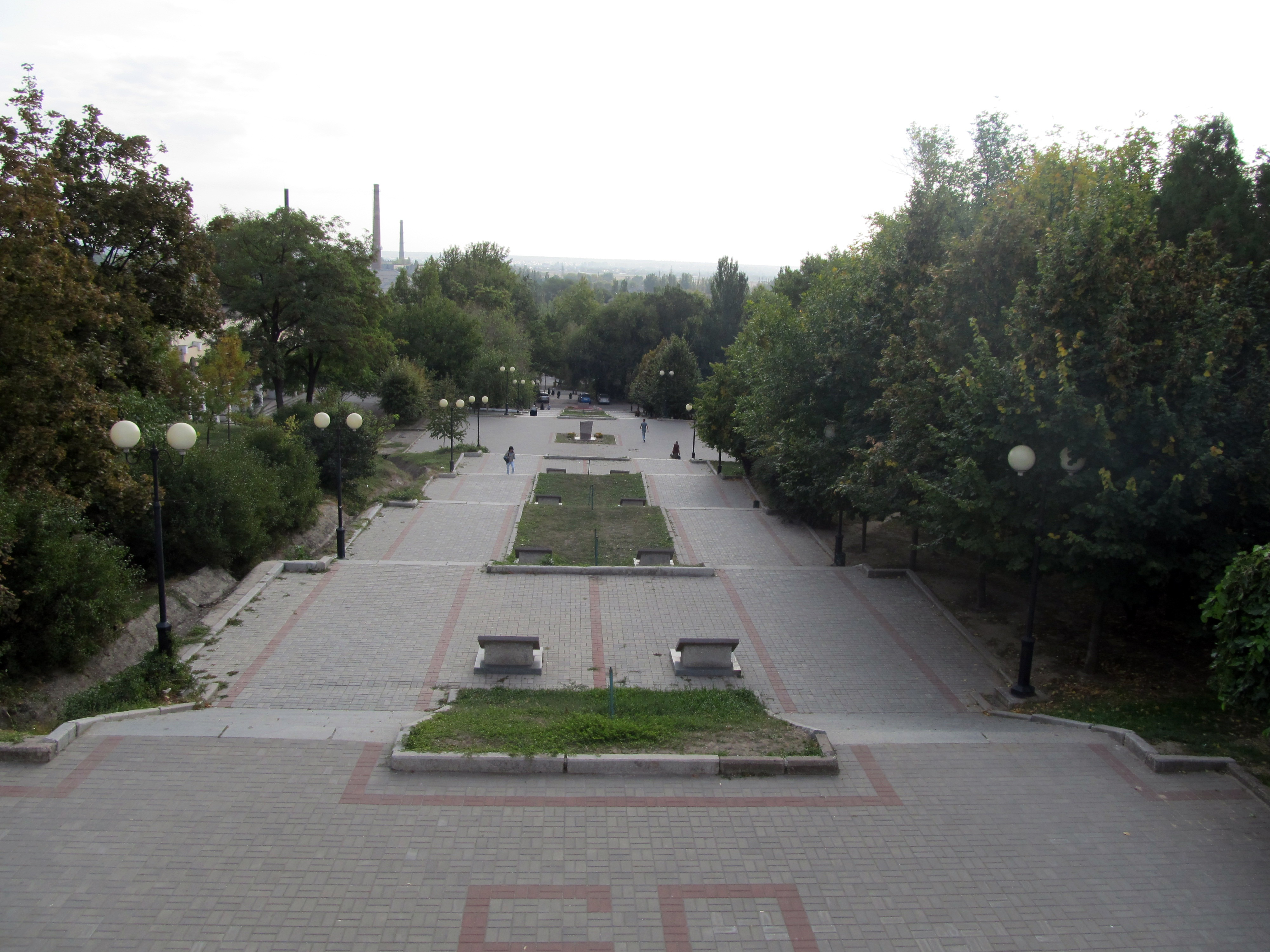
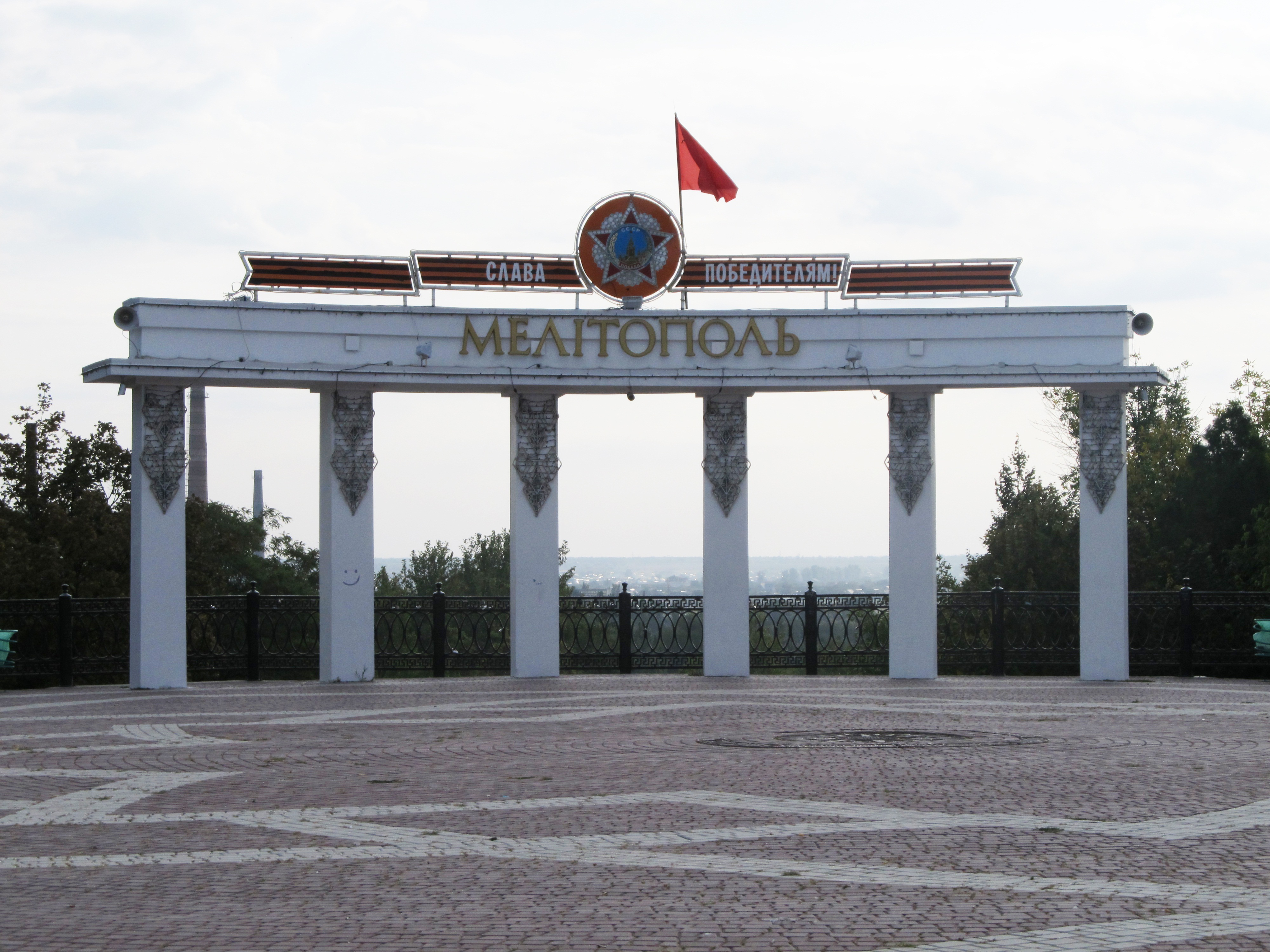